# London Coliseum
London Coliseum (também conhecido como Coliseum Theatre) é um teatro localizado no centro de Londres. É o maior e um dos melhores teatros de Londres, com capacidade para 2500 espectadores. . Atualmente é casa da English National Opera.

## História
Inaugurado em 24 de dezembro de 1904, foi projetado pelo arquiteto Frank Matcham, que também projetou o London Palladium
A construção vistosa coroada por um globo teve o primeiro palco giratório da cidade. Foi também o primeiro teatro da Europa a ter elevadores. Antiga casa de variedades, funcionou como cinema de 1961 a 1968.
Hoje é sede da English National Opera.